# Ctenotus halysis
Ctenotus halysis (плямистошиїй гребневухий сцинк) — вид сцинкоподібних ящірок родини сцинкових (Scincidae). Ендемік Австралії.

## Поширення і екологія
Плямистошиї гребневухі сцинки мешкають в центрі і на заході регіону Кімберлі в Західній Австралії. Вони живуть на кам'янистих пагорбах, порослих спінніфексом.